# Carla McGhee
Pour les articles homonymes, voir McGhee.
Carla Renee McGhee, née le 6 mars 1968 à Peoria, dans l'Illinois, est une joueuse américaine de basket-ball. Elle évoluait au poste d'ailière.

## Palmarès
- Championne olympique 1996
- Troisième du championnat du monde féminin 1994
- Championne des Amériques 1993
- Championne NCAA 1987 et 1988